# Ареа Продутива Вија Лунга (Болоња)
Ареа Продутива Вија Лунга је насеље у Италији у округу Болоња, региону Емилија-Ромања.
Према процени из 2011. у насељу је живело 37 становника. Насеље се налази на надморској висини од 54 м.